# Cathy Konrad
Cathy Konrad es una productora estadounidense de películas nacida en Hamilton, Ohio, y ganadora de un premio. Nació el 31 de julio de 1960 y está casada con James Mangold.
Konrad ha producido varias películas exitosas incluyendo la saga Scream, Inocencia interrumpida y 3:10 to Yuma.

## Productora
- Knight and Day (2010)
- Men in Trees (2007) (serie de televisión)
- 3:10 to Yuma (2007)
- Walk the Line (2005)
- Identity (2003)
- The Sweetest Thing (2002)
- Kate & Leopold (2001)
- Lift (2001)
- Scream 3 (2000)
- Inocencia interrumpida (1999)
- Teaching Mrs. Tingle (1999)
- Wide Awake (1998)
- Scream 2 (1997)
- Cop Land (1997)
- Scream (1996)
- Beautiful Girls (1996)
- Citizen Ruth (1996)
- Kids (1995)
- Things to Do in Denver When You're Dead (1995)